# Szasszafrász babérfa
A szasszafrász babérfa (Sassafras albidum) nevezik még amerikai lázfa vagy orvosi szasszafrász néven is. A növény részeit a gyógyászatban hasznosítják és fűszernövényként is ismert. A fa 1500 m tengerszint feletti magasságig megtalálható és őshonos Észak-Amerika keleti részein, elsősorban dél Maine, dél Ontario, nyugat Iowa, Florida, valamint kelet Texas államokban.

## Rendszertani besorolása és azonosítása
Az APG-rendszer szerinti besorolása alapján a babérvirágúak rendbe tartozik a Babérfélék család tagjaként. Nemzetsége, a Sassafras sajnos kihalt egyeddel is rendelkezik, hiszen a †Sassafras hesperia ide tartozik. "Sassafras" néven elsőnek Nicolás Monardes orvos, botanikus nevezte a 16. században. Egyedei 10–15 m magasra megnövő lombhullató fák. Kérge hasadozott, az ágai simák, váltakozó állású fényes zöld elliptikus levelekkel. Leveleinek különleges formája felhívja magára a figyelmet, melyek lehetnek egyes, kettes vagy hármas osztásúak is.
Különösen szép az őszi lombszíne, mely narancstól a lángoló vörösig terjedhet. Virágai kétlakiak és sárgászöld színűek. A hattagú csésze a hímvirágokban kilenc porzót, míg a női egyedekben egy tojás alakú magházat vesz körül. A borsó nagyságú, csonthéjas termés hosszúkás, érett állapotban fekete színű és a kocsánya ilyenkor elhúsosodik.

## Felhasználása
A 20. század előtti szakirodalom gyógynövényként nagyobb szerepet tulajdonított neki, mint amire igazából használható. Fás részeit korábban fűrészáruként is hasznosították, erődítéseknél vagy a vasútépítések során. Nem tartozik az igazi fűrészáruk közé, de felhasználják bútorok és ládák készítésére is, mert fáját a rovarok nem bántják. Napjaink népszerűségét az biztosítja, hogy kedvelt lakója a dísznövénykerteknek és gyógynövényként továbbra is termesztik.

### Gyógyító hatása és étkezési célokra történő felhasználása
A szasszafrászolajat desztillációs úton nyerik ki a gyökérkéregből vagy a virágából. Ez felhasználható parfümök és szappanok készítésére. Az olaj egyébként tökéletesen alkalmazható szúnyogfélék és más rovarok távoltartására. Használták még fájdalomcsillapításra és fertőtlenítésre is. Az olaj szafrolt tartalmaz 75-80%-ban. Az Ecstasy néven ismeretes szintetikus partidrog egyik alapanyagát szintén a növényből kinyert szafroltartalmú olaj adja.
Szárított levelét, a kérgéből vagy a gyökérkéregből készült szárított háncsot felhasználják tea készítésére. A tea teljesen egészséges, azonban túlzott használata esetén a májat károsíthatja és növeli a daganatos megbetegedések lehetőségét. Túladagolása esetén hányást, sokkot, beszédzavart és legrosszabb esetben a vérkeringés központi megbénításával halált okozhat. A növény szárított levelét felaprítva fűszerként is használják.  Híres étel a gumbó, a louisianai kreol konyha jellegzetes, rákból, csirkéből, zöldségből többféleképpen elkészíthető sűrű, csípős rizses levese, melynek ízesítésére használják fűszernövényként.
A fa gyökeréből kivont olajat felhasználják az USA-ban népszerű gyökérsör, a "root beer" nevű alkoholmentes üdítő készítésénél.

## Galéria

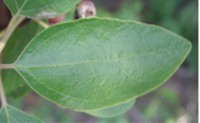
levélváltozat 1
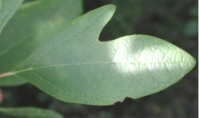
levélváltozat 2
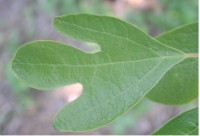
levélváltozat 3
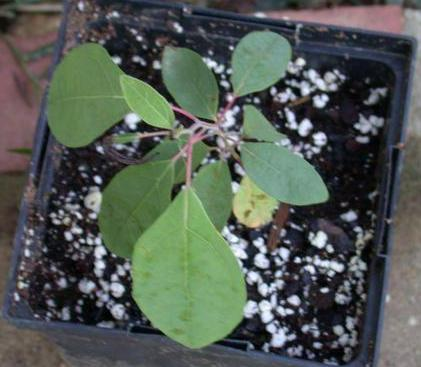
Palánta
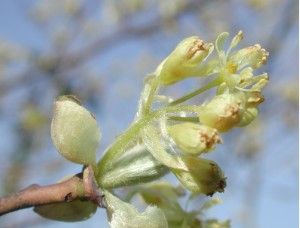
Virág
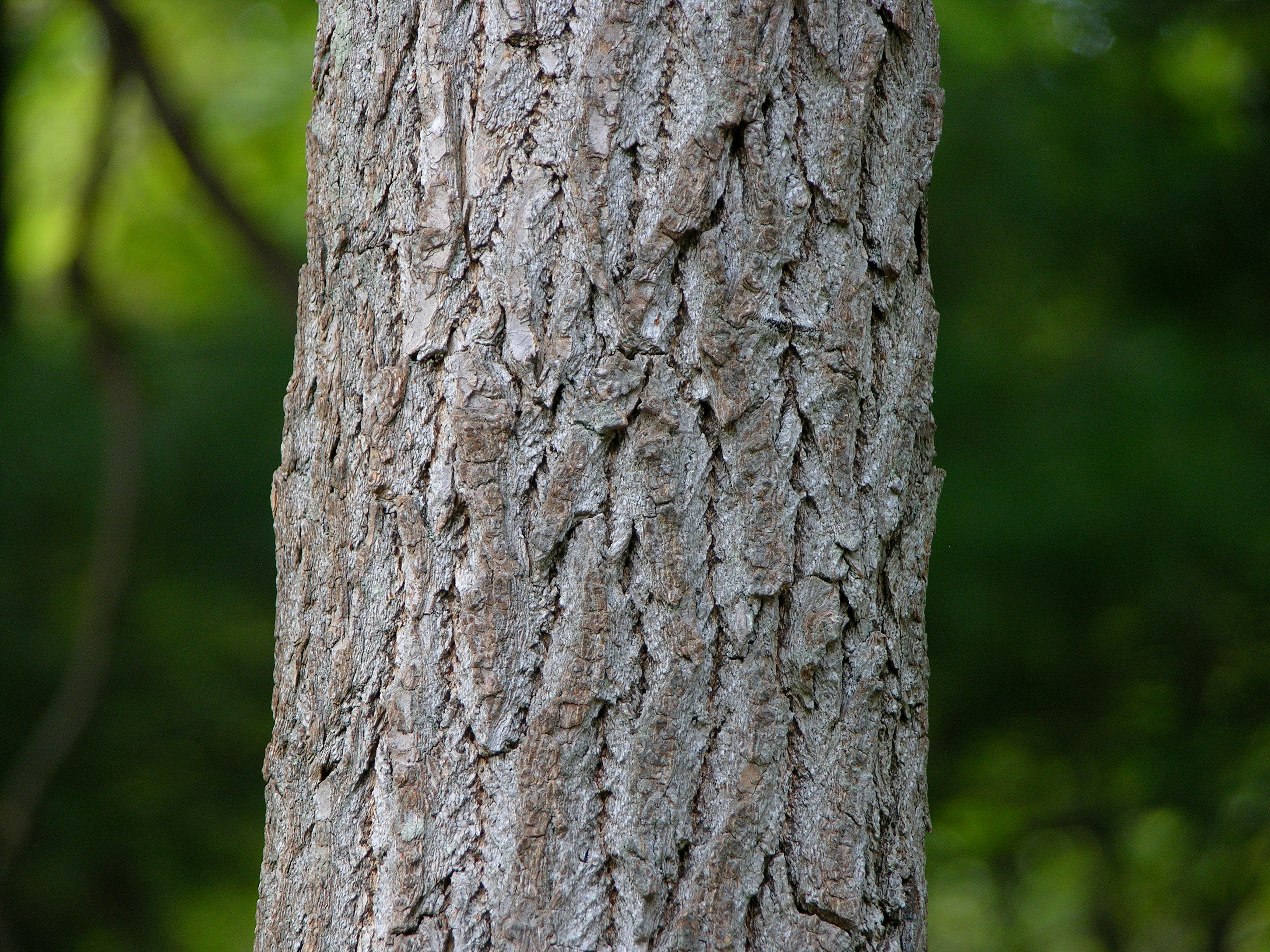
Kéreg
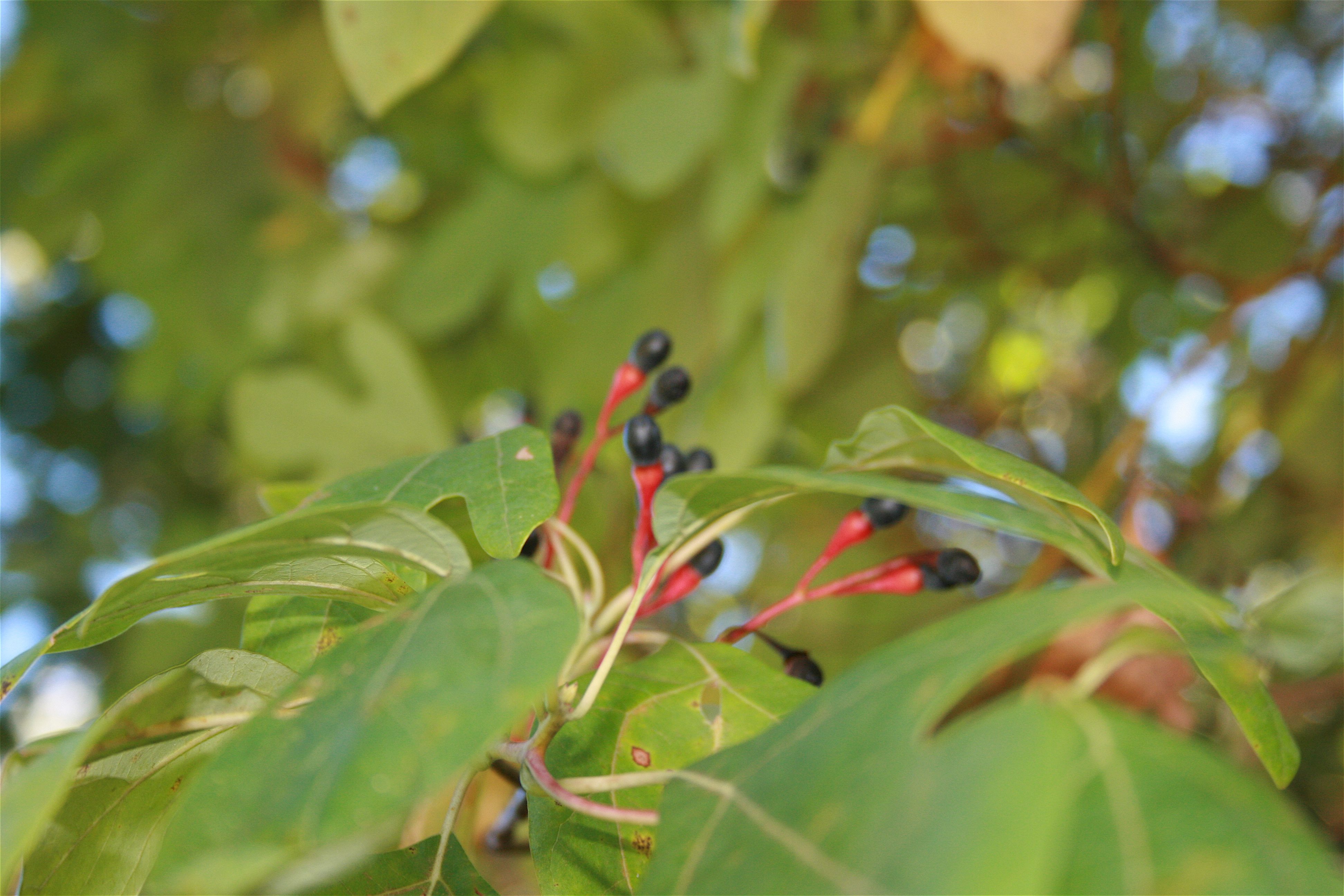
Gyümölcs
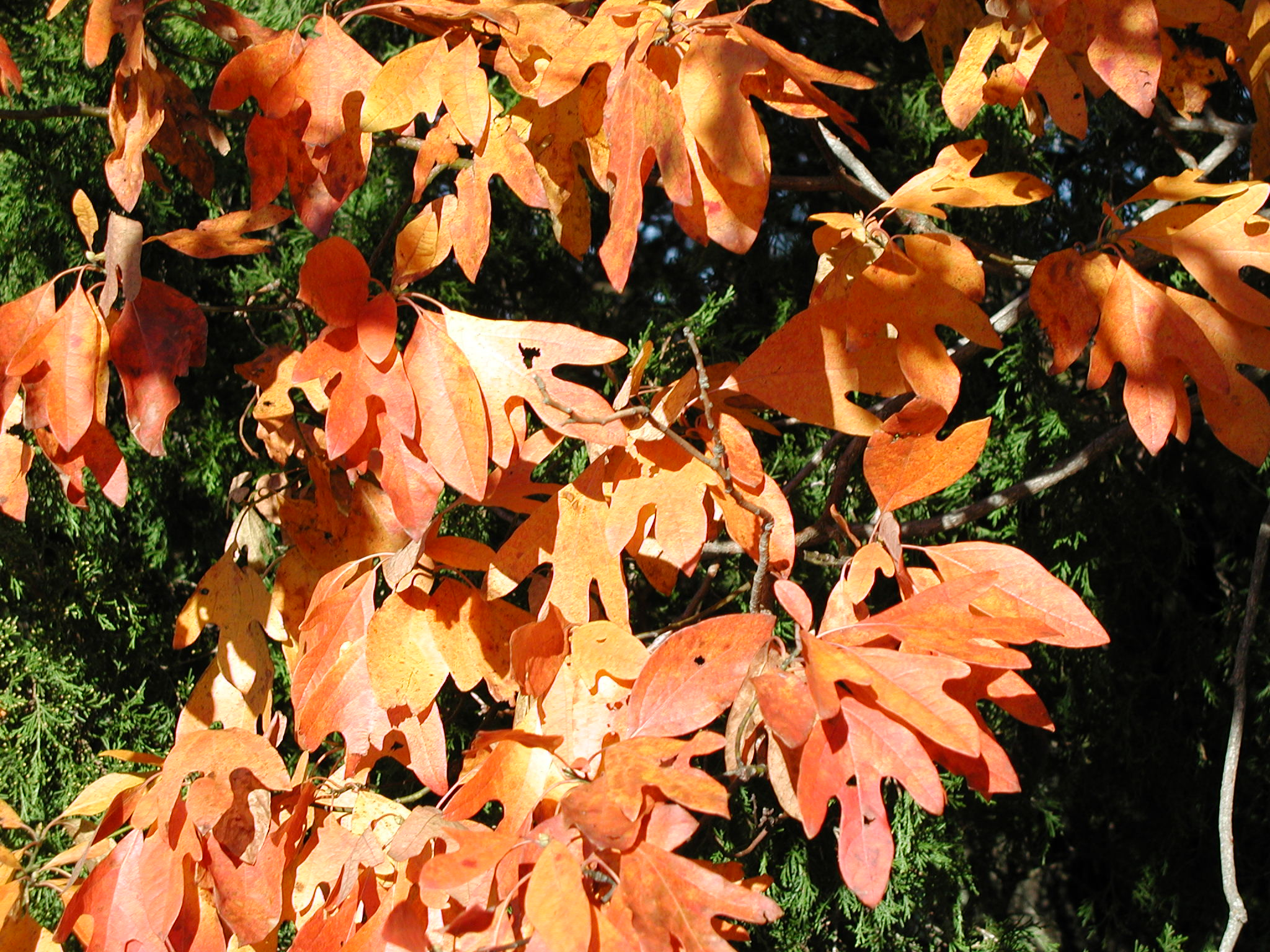
Őszi színei lombhullatáskor

## Fordítás
- Ez a szócikk részben vagy egészben  a   Sassafras albidum című angol Wikipédia-szócikk ezen változatának fordításán alapul.  Az eredeti cikk szerkesztőit annak laptörténete sorolja fel. Ez a jelzés csupán a megfogalmazás eredetét és a szerzői jogokat jelzi, nem szolgál a cikkben szereplő információk forrásmegjelöléseként.